# Cognat-Lyonne
Cognat-Lyonne – miejscowość i gmina we Francji, w regionie Owernia-Rodan-Alpy, w departamencie Allier.

## Demografia
Według danych na rok 1990 gminę zamieszkiwało 556 osób, a gęstość zaludnienia wynosiła 44 osoby/km². W styczniu 2015 r. Cognat-Lyonne zamieszkiwało 712 osób, przy gęstości zaludnienia wynoszącej 56,3 osób/km².